# Peter Pacult
Peter Pacult (Wenen, 28 oktober 1959) is een voormalig profvoetballer uit Oostenrijk, die als aanvaller speelde en later het trainersvak instapte. Hij beëindigde zijn profcarrière in 1996 bij Austria Wien en speelde verder voor onder meer FC Tirol Innsbruck, TSV 1860 München en Floridsdorfer AC.

## Interlandcarrière
Onder leiding van bondscoach Erich Hof maakte Pacult zijn debuut voor het Oostenrijks voetbalelftal op 13 oktober 1982 in de EK-kwalificatiewedstrijd tegen Noord-Ierland. Hij trad in dat duel na 69 minuten aan als vervanger van Gernot Jurtin. Pacult speelde in totaal 24 interlands (één doelpunt) voor zijn vaderland in de periode 1982-1993.

## Trainerscarrière
Als trainer-coach won Pacult de Oostenrijkse landstitel met Rapid Wien in het seizoen 2007/2008.

## Erelijst
FC Tirol Innsbruck
- Oostenrijks landskampioen

1989, 1990
- Beker van Oostenrijk

1988
 Rapid Wien
- Beker van Oostenrijk

1985